# Lindenhurst (Illinois)
Pour les articles homonymes, voir Lindenhurst.
Lindenhurst est un village du comté de Lake dans l'Illinois, aux États-Unis,. Situé au nord du comté, il est incorporé le 16 janvier 1957.

## Démographie
Lors du recensement de 2010, le village comptait une population de 14 462 habitants. Elle est estimée, en 2016, à 14 372 habitants.

## Source de la traduction
- (en) Cet article est partiellement ou en totalité issu de l’article de Wikipédia en anglais intitulé « Lindenhurst, Illinois » (voir la liste des auteurs).